# Maliattha lativitta
Maliattha lativitta là một loài bướm đêm trong họ Noctuidae.